# Karl Wilhelm Gropius
Karl Wilhelm Gropius (auch Carl Wilhelm Gropius, * 4. April 1793 in Braunschweig; † 20. Februar 1870 in Berlin) war ein deutscher Maler, dessen Werkstatt und Atelier insbesondere für die Berliner Architekturmalerei schulbildend wirkte: unter anderem zählen Carl Hasenpflug, Eduard Gaertner, Johann Heinrich Hintze, Friedrich Wilhelm Klose, Wilhelm Krause und Carl Blechen zu den Schülern.  

## Leben
Gropius lebte seit 1802 in Berlin, wo er zunächst eine Ausbildung in einer Strohhut- und Blumenfabrik begann und mit Karl Friedrich Schinkel zusammentraf. Dieser bildete ihn zum Landschaftsmaler aus und setzte ihn für die Ausführung von Theaterdekorationen ein. Gropius widmete sich der Dekorationsmalerei und arbeitete seit 1819 als Hoftheatermaler für die Berliner Bühnen. So wurde er 1820 königlicher Theaterinspektor von Berlin. Sein erstes eigenständiges Bühnenbild gestaltete er zu Franz Grillparzers Drama „Die Ahnfrau“. Er baute Bühnen- und Theaterdekorationen, nach eigenen aber auch nach Schinkels Entwürfen in der eigenen Werkstatt. 1827 schrieb er das Vorwort zu Schinkels Decorationen auf den beiden königlichen Theatern in Berlin, unter der Generalintendantur des Herrn Grafen von Brühl nach Zeichnungen des Decorateurs Carl Gropius. Er reiste durch Deutschland und besuchte mehrmals Paris, wo er das von Louis Daguerre und Charles Marie Bouton erfundene Diorama kennenlernte. Aus Italien und Griechenland brachte er eine Anzahl Ansichten mit, die er in seinem 1827 eröffneten Diorama verwendete. In dieser Eigenschaft entwarf er unter anderem die Bühnenbilder für die Uraufführung des Freischütz von Carl Maria von Weber für das Theater am Gendarmenmarkt. Seit 1833 war er Mitglied der Berliner Akademie der Künste. Später kamen Vorführungen von Panoramen hinzu, in denen Ereignisse des Zeitgeschehens vorgeführt wurden, wie der große Brand in Hamburg 1842 oder der Brand in Moskau im Jahr 1812. Gemeinsam mit seinen Brüdern gründete er einen Verlag, eine Gemäldegalerie und eine Kunsthandlung.
Die Früchte seiner Reisen, eine Sammlung von Ansichten aus verschiedenen Gegenden, gab er 1846 in zwölf Heften heraus. Eine Sammlung seiner Ornamente in verschiedenen Baustilen erschien 1846. Zudem verfasste er Witze und Schnurren oder malte Karikaturen für Fliegende Blätter und andere Hefte.
Gropius war ab 1820 verheiratet mit Claudine, geb. Coste (1801–1827). Die Familie hatte drei Kinder; Paul, Elisabeth und Antonie. Der Sohn Paul Gropius wurde ebenfalls Maler und Nachfolger seines Vaters als Hoftheatermaler. Der Sohn seiner Tochter Antonie war der Landschaftsmaler Paul Flickel.